# 小行星5521
小行星5521（英語：5521 Morpurgo）是一颗围绕太阳公转的小行星。1991年8月15日，埃莉諾·赫琳在帕洛马山发现了此天体。
这颗小行星的绝对星等为266.9649315345746等。